# Densygnat
Densignathus (z gr. „gruba szczęka”) – nazwa wczesnego czworonoga, którego szczątki odkryto w Red Hill w Pensylwanii. Najprawdopodobniej żył w późnym dewonie (famen), około 360 milionów lat temu. Jest to drugi po hynerpetonie wczesny kręgowiec lądowy znaleziony na tym stanowisku. Szczątki densygnata reprezentowane są jedynie przez pojedynczą żuchwę. Przez pewien czas nie było pewności czy omawiany fragment żuchwy, odnaleziony zaledwie 50 metrów od szczątków hynerpetona, nie należy właśnie do tego, czy do innego zwierzęcia. Wątpliwości zostały rozwiane, gdy natrafiono na właściwą żuchwę hynerpetona. Fakt ten pozwolił na wyodrębnienie rodzaju "Densignathus"
Najprawdopodobniej, oba rodzaje żyły na tym samym terenie w tym samym czasie. Niestety, nie mamy pewności, jak wyglądał densygnat, ale porównanie jego żuchwy z żuchwą hynerpetona pozwala nam na stwierdzenie, że już wśród wczesnych czworonogów istniały różne rodzaje specjalizacji. Szczęki densygnata były podobnej długości co hynerpetona, ale były mocniej zbudowane (stąd nazwa) i uzębione. Być może densygnat żywił się opancerzonymi rybami, podczas gdy np. hynerpeton bezkręgowcami.
| ← mln lat temuDensygnat |          |            |          |          |           |         |          |         |          |           |      |    |
| Prekambr←4,6 mld        | Kambr541 | Ordowik485 | Sylur443 | Dewon419 | Karbon359 | Perm299 | Trias252 | Jura201 | Kreda145 | Paleog.66 | Ng23 | Q2 |